# John Karna
John Timothy Karna (Houston, 18 novembre 1992) è un attore statunitense.

## Biografia
Karna è conosciuto principalmente per i suoi ruoli da protagonista nei film Bindlestiffs (2012) e Io vengo ogni giorno (2014); in entrambi i film interpreta il ruolo di un liceale alle prese con la propria sessualità. Nel 2015 è invece nel cast principale della serie televisiva Scream, basata sull'omonima serie di film, dove veste i panni di Noah Foster. È anche apparso in un episodio di Law & Order - Unità vittime speciali, interpretando il ruolo di Holden March.

## Filmografia

### Cinema
- Bindlestiffs, regia di Andrew Edison (2012)
- Io vengo ogni giorno (Premature), regia di Dan Beers (2014)
- Sugar Mountain, regia di Richard Gray (2015)
- Lady Bird, regia di Greta Gerwig (2017)

### Televisione
- American Storage – serie TV, episodio 1x01 (2014)
- Vicini del terzo tipo (The Neighbors) – serie TV, episodio 2x15 (2014)
- Law & Order - Unità vittime speciali (Law & Order: Special Victims Unit) – serie TV, episodio 16x04 (2014)
- Modern Family – serie TV, episodio 6x09 (2014)
- Scream – serie TV, 24 episodi (2015-2016)
- Chicago Fire – serie TV, episodio 5x05 (2016)

## Doppiatori italiani
Nelle versioni in italiano dei suoi film, John Karna è stato doppiato da:
- Mirko Cannella in Modern Family, Chicago Fire, Scream (st. 2), Lady Bird
- Manuel Meli in Io vengo ogni giorno
- Gabriele Patriarca in Scream (st. 1)
- Daniel Spizzichino in 911: Lone star (st. 2)